# Invites You to Listen
Invites You to Listen – album amerykańskiego muzyka Raya Charlesa, wydany w 1967 roku. Jego producentem był Joe Adams.

## Lista utworów
| 1.  | "She's Funny That Way" (Neil Moret, Richard A. Whiting)                            | 4:53  |
|     |                                                                                    |       |
| 2.  | "How Deep Is the Ocean?" (Irving Berlin)                                           | 3:58  |
|     |                                                                                    |       |
| 3.  | "You Made Me Love You (I Didn't Want to Do It)" (James V. Monaco, Joseph McCarthy) | 3:20  |
|     |                                                                                    |       |
| 4.  | "Yesterday" (John Lennon, Paul McCartney)                                          | 2:48  |
|     |                                                                                    |       |
| 5.  | "I'll Be Seeing You" (Irving Kahal, Sammy Fain)                                    | 5:34  |
|     |                                                                                    |       |
| 6.  | "Here We Go Again" (Don Lanier, Red Steagall)                                      | 3:17  |
|     |                                                                                    |       |
| 7.  | "All for You" (Robert Scherman)                                                    | 5:05  |
|     |                                                                                    |       |
| 8.  | "Love Walked In" (George Gershwin, Ira Gershwin)                                   | 4:26  |
|     |                                                                                    |       |
| 9.  | "Gee, Baby, Ain't I Good to You" (Andy Razaf, Don Redman)                          | 2:56  |
|     |                                                                                    |       |
| 10. | "People" (Bob Merrill, Jule Styne)                                                 | 5:09  |
|     |                                                                                    |       |
|     |                                                                                    | 41:26 |
|     |                                                                                    |       |